# Atrosalarias
Atrosalarias är ett släkte av fiskar. Atrosalarias ingår i familjen Blenniidae.
Kladogram enligt Catalogue of Life:
| Atrosalarias | \| \| Atrosalarias fuscus \| \| \| \| \| \| Atrosalarias holomelas \| \| \| \| \| \| Atrosalarias hosokawai \| \| \| \| |
|              | \| \| Atrosalarias fuscus \| \| \| \| \| \| Atrosalarias holomelas \| \| \| \| \| \| Atrosalarias hosokawai \| \| \| \| |
|              | Atrosalarias fuscus |
|              | |
|              | Atrosalarias holomelas                                                                                                  |
|              | |
|              | Atrosalarias hosokawai                                                                                                  |
|              | |

## Bildgalleri

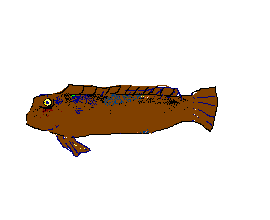